# ريجنالد أرنولد
ريجنالد أرنولد (بالإنجليزية: Reginald Arnold)‏ هو دراج على المضمار أسترالي، ولد في 9 أكتوبر 1924 في مورويلومباه ‏ في أستراليا، وتوفي في 23 يوليو 2017 في Nerang, Queensland ‏ في أستراليا.

## وصلات خارجية
- ريجنالد أرنولد على موقع أرشيف الدراجات (الإنجليزية)
- ريجنالد أرنولد على موقع إحصائيات الدراجات الإحترافية (الإنجليزية)